# Plavkovo
Plavkovo (Servisch cyrillisch Плавково) is een plaats in de Servische gemeente  Raška. De plaats telt 99 inwoners (2002).